# アッカライパットゥ
アッカライパットゥ（タミル語: அக்கரைப்பற்று、シンハラ語: අක්කරපත්තුව、英語: Akkaraipattu）は、スリランカの東部州アンパーラ県の町である。スリランカの東海岸に位置しており、スリランカ最大の都市コロンボからは東に350 kmほどである。
アッカライパットゥの中心地は、北緯7度13分06.02秒 西経81度50分58.91秒に位置する。アッカライパットゥは東海岸の中央南という交通の要所にあり、A25道路でSiyambalanduwa-ダマナ-アンパーラ、A4道路でコロンボ-ラトゥナプラ-Wellawaya-バッティカロアと結ばれている。アッカライパットゥは農業経済のハブとして機能しており、町の周辺にも広大な田が広がっている。
アッカライパットゥには都市自治体であるAkkaraipattu Municipal Council (AMC) が置かれている。総面積は48.36 km2。また5.07 km2のUrban Development Areaが宣言されており、これはAMCの領域のうち23のGN地区、ならびにPradeshiya Sabha地区の5のGN地区が含まれている